# Alexander Fidlin
Alexander Fidlin (* 9. Juni 1965 in Leningrad, Sowjetunion) ist ein Professor für Technische Mechanik und Autor.
Nach dem Schulbesuch von 1972 bis 1981 in Leningrad studierte Fidlin 1981 bis 1987 Mechanik an der Polytechnischen Hochschule Leningrad. 1987 bis 1993 arbeitete er als Ingenieur und wissenschaftlicher Mitarbeiter am Forschungsinstitut für mechanische Verfahrenstechnik „Mekhanobr“ in Leningrad. Ab 1989 war er dort Doktorand. 1992 promovierte er an der Technischen Universität St. Petersburg mit dem Thema Das Mittelwertbildungsverfahren für dynamische Systeme variabler Ordnung und seine Verwendung zur Berechnung der Stoß-Schwingungssysteme.
Im Jahr 1994 zog er mit seiner Familie nach Deutschland. Er arbeitete 1995 bis 1998 als Entwicklungsingenieur bei dem Automobilzulieferer LuK in Bühl. 1998 bis 2000 war er dort Gruppenleiter und 2000 bis 2011 Abteilungsleiter. 2004 bis 2008 war er Mitglied des Leitungskreises der LuK GmbH und koordinierte von 2004 bis 2011 alle Aktivitäten im Bezug auf Mehrkörperdynamik und Schwingungen innerhalb der Schaeffler-Gruppe.
Im Jahr 2002 habilitierte er an der Universität Karlsruhe mit dem Thema On the oscillations in discontinuous and unconventionally strong excited systems: Asymptotic approaches and dynamic effects. Nach einer Tätigkeit als Privatdozent von 2003 bis 2010 wurde er 2011 zum Professor für Strukturdynamik am Institut für Technische Mechanik des Karlsruher Instituts für Technologie berufen.

## Veröffentlichungen (Auswahl)
- Nonlinear Oscillations in Mechanical Engineering. Springer Verlag, 2006, ISBN 3-540-28115-0.
- mit Hans Dresig: Schwingungen mechanischer Antriebssysteme: Modellbildung, Berechnung, Analyse, Synthese. 3. Auflage. Springer Vieweg Verlag, 2014, ISBN 978-3-642-24116-1.